# Johann Ignaz Fuchs

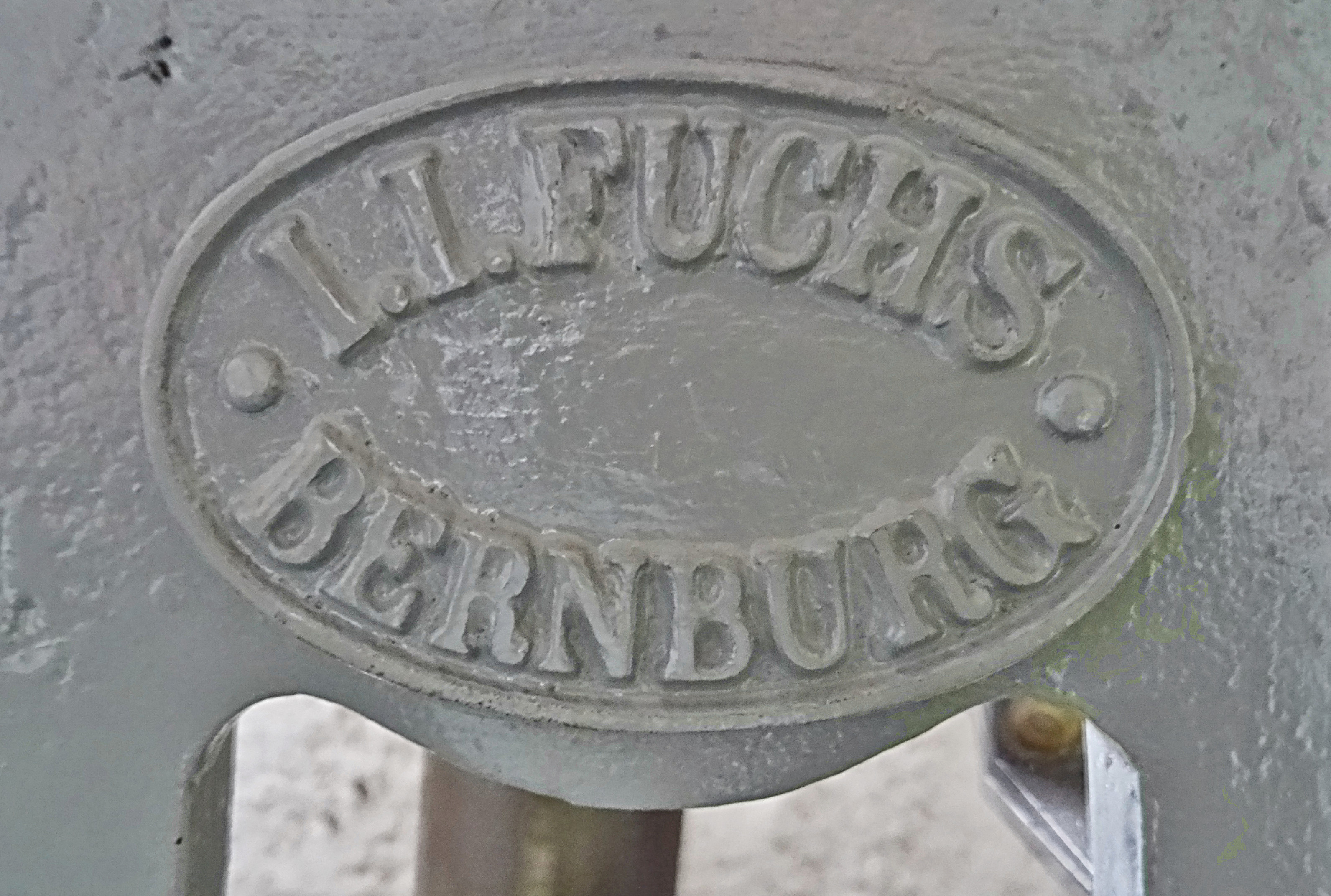
Firmenlogo

Johann Ignaz Fuchs (* 30. Juli 1821 in Welda, Westfalen; † 10. Juni 1893 in Bernburg, Anhalt) war ein deutscher Mechaniker und Uhrmacher.

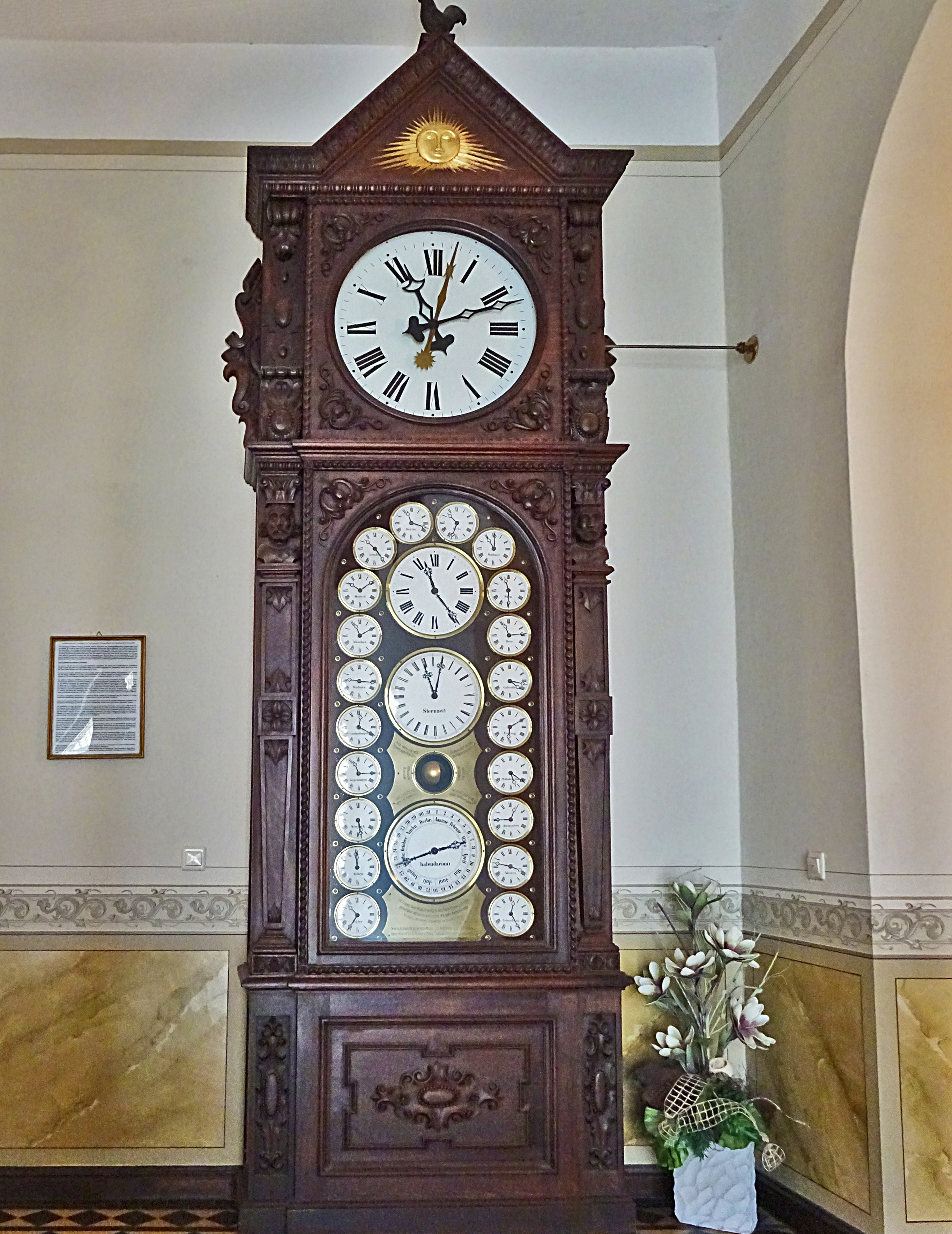
Weltzeituhr im Bernburger Rathaus

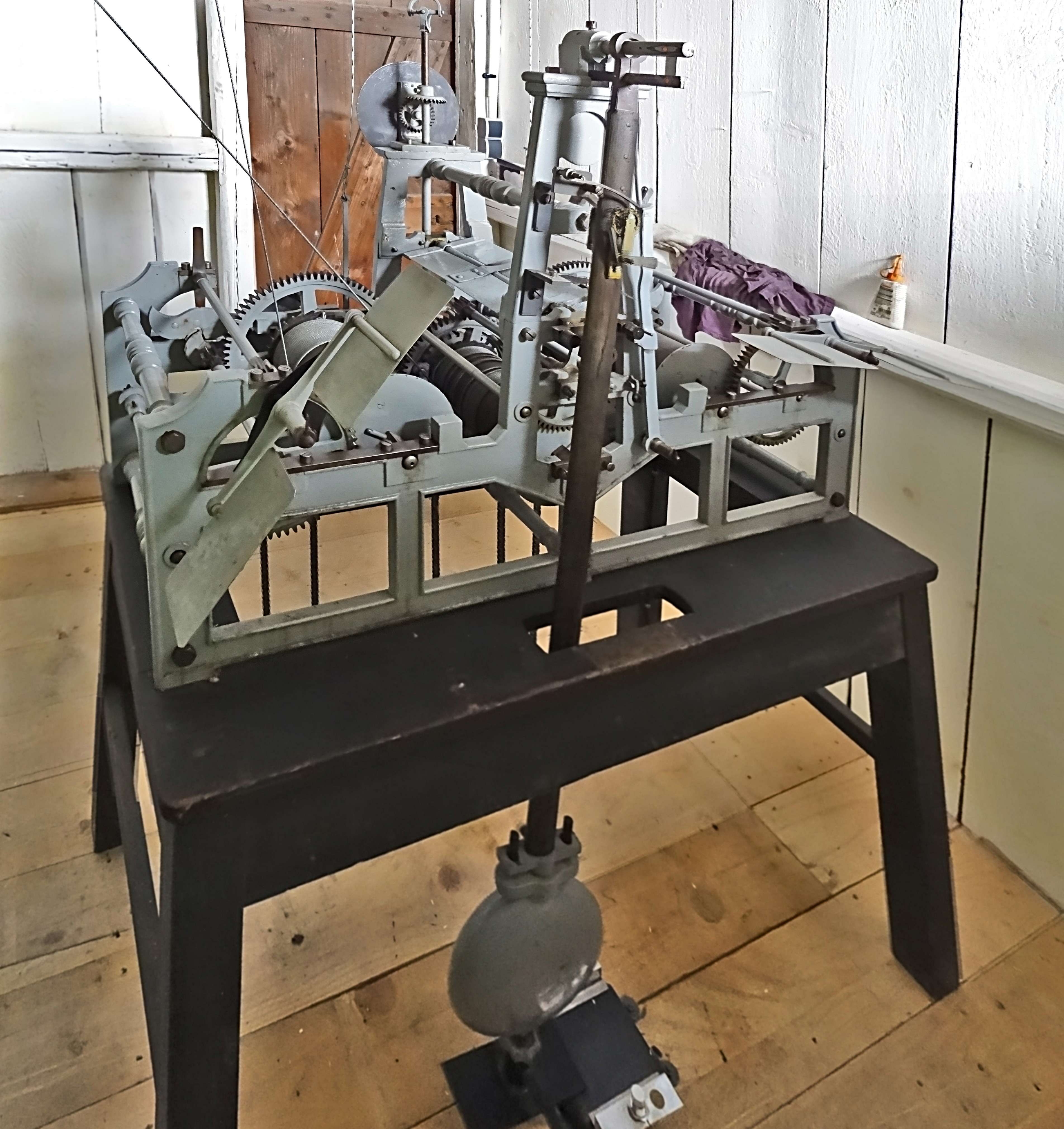
Turmuhrwerk in Tunzenhausen

Er hatte den Beruf des Mechanikers gelernt und ging danach auf Wanderschaft in verschiedene deutsche Städte und ins europäische Ausland. Zurückgekehrt heiratete er die Tochter eines verstorbenen Uhrmachers aus Zerbst. Ab 1845 übersiedelte er den Betrieb nach Bernburg und nannte ihn fortan Turmuhrenfabrik und feinmechanische Werkstätten. Er baute zahlreiche Turmuhren im Hochstift Paderborn. Die von ihm gebaute und auf der Weltausstellung 1873 in Wien ausgestellte Turmuhr erhielt dort für sein neuartiges Uhrwerk sogar die Silbermedaille. Anschließend schenkte er sie seinem Geburtsort Welda, wo sie im Turm der St.-Kilian-Kirche eingebaut ist. Bekannt ist seine geographisch-astronomische Weltzeituhr im Rathaus von Bernburg (Saale). Die Bernburger Werkstatt erlangte dank der technischen Tüfteleien von Fuchs bald einen überregionalen Ruf. Er beschäftigte sich zudem mit dem Bau von anderen Geräten, zum Beispiel einer automatischen Rüben-Abfüllwaage und einer elektrischen Sicherheits- und Alarmanlage für Strafanstalten. 1875 entwickelte er, ohne dass ihm der eigentliche Zweck bekannt war, den Mechanismus für die Zeitbombe, mit der das hochversicherte Auswandererschiff Mosel versenkt werden sollte.
Anlässlich der 800-Jahr-Feier der Stadt Bernburg (Saale) 1938 baute die Bernburger Firma J.I. Fuchs und Sohn die Blumenuhr vor dem Rathaus.